# Sumatroscirpus junghuhnii
Sumatroscirpus junghuhnii là loài thực vật có hoa trong họ Cói. Loài này được (Miq.) Oteng-Yeb. miêu tả khoa học đầu tiên năm 1974.